# Кожомкул Каба-уулу

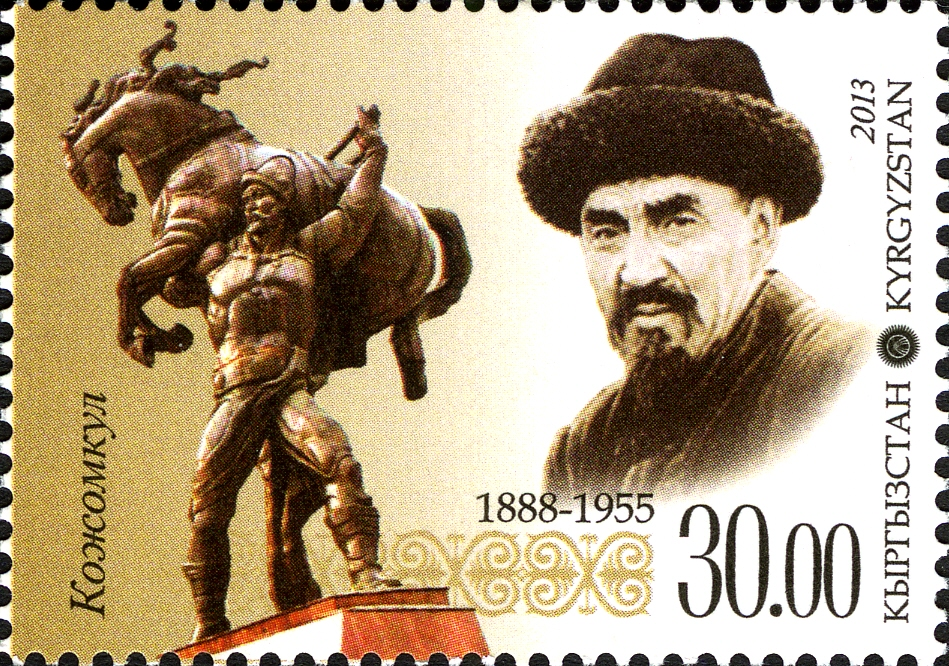
Поштова марка Киргизстану, присвячена 125-річчю з дня народження Кожомкула. 2013 р.

Каба уулу Кожомкул (каз. Кожомкул Каба уулу; 1888 — 1955) — киргизький силач, богатир (баатир).
Киргизи асоціюють Кожомкула з легендарним Манасом.

## Біографія
Народився у сім'ї бідняків. Замолоду батрачив на баїв. Був серед перших голів колгоспів у Кокомеренській сільській Раді Киргизії.
20 років очолював колгосп в Суусамирській долині. Був міцним господарником. Вніс значний внесок у становлення господарств Суусамирської долини в Чуйської області, побудував школу в колгоспі ім. «8 Березня».
Прославився не лише як спортсмен-важкоатлет, але й як відмінний мисливець, майже щодня його дружина Акмадай готувала із здобутої ним дичини їжу для найбідніших.
В 1937 був репресований. Близько року провів в ув'язненні.
За свою працю він був удостоєний ордена Трудового Червоного Прапора, Почесної грамоти уряду Киргизької РСР.

## Фізичні дані
- Зріст — 197 (за іншими відомостями — 230) см.
- Вага — 164 (за іншими відомостями — 203) кг.
- Розмір взуття — 52.
- Довжина кисті руки — 26 сантиметрів.
- Ширина великого пальця — 4 сантиметри.

## Пам'ять
На честь Кожомкула названо село, де він народився. Відкрито музей, де можна побачити величезні камені, які, за словами місцевих жителів, він піднімав на своїх плечах. Недалеко від с. Кожомкул є камінь, вагою 700 кг, який він підняв і переніс на могилу місцевого керівника. За легендою, богатир переніс кінь на плечах на відстань 100 м. На східній околиці села похована мати Кожомкула, на могилу якої він водрузив величезний камінь вагою 160 кг. Цей камінь він приніс на своїх плечах із заплави річки, відстань до якої кілька кілометрів.
Ім'я Кожомкула присвоєно Палацу Спорту у Бішкеку. Поруч з ним відкрито пам'ятник богатирю з конем на плечах.
Створено фонд «Кабба уулу Кожомкул».